# Philippe Benhamou
Pour les articles homonymes, voir Benhamou.
Philippe Benhamou est un romancier, essayiste et auteur sur la franc-maçonnerie français.

## Biographie
Docteur en intelligence artificielle, il a publié des ouvrages généraux sur la franc-maçonnerie et l'aviation. Il est membre de la Grande Loge de France. depuis 1991. Il est également co-créateur de la webradio RadioDelta dont il anime l'émission 123 Soleil et contribue à la revue Franc-maçonnerie magazine .

## Publications

### Romans et nouvelles
- Monsieur Hertz habite dans le faux plafond de son bureau - et autres nouvelles, Les Éditions du Palio, juin 2024 (ISBN 9782354491260)
- Tamino et Pamina - les fiancés des Buttes-Chaumont Roman, Editeur : CODE 9, juillet 2023 (ISBN 9782379390944).
- Madame Hiramabbi - la concierge de la rue des trois frères Roman, Éditions Dervy  (ISBN 1024200582). Prix Cadet Roussel 2014[5].

### Essais
- Le Premier Surveillant Éditions Numérilivre Collection À sa place et à son Office, septembre 2024  (ISBN 2366322968).
- Le Second Surveillant Éditions Numérilivre Collection À sa place et à son Office, août 2024  (ISBN 9782366323023).
- La franc-maçonnerie pour les nuls avec Christopher L. Hodapp, seconde édition (1ᵉʳ, 2006) , Éditions First, août 2023  (ISBN 9782412085981).
- Pour les nuls - : La franc-maçonnerie vite et bien, Éditions First, juin 2020  (ISBN 2412055904).
- Chroniques maçonniques et radiophoniques avec François Morel (Illustrations), Éditions Numérilivre - Éditions des bords de Seine, novembre 2019  (ISBN 2366321074).
- La franc-maçonnerie pour les nuls en 50 notions clés, seconde édition (1ᵉʳ, 2017) Éditions First, mai 2025  (ISBN 2412102082).
- Les grandes énigmes de la franc-maçonnerie, 2e édition, Éditions First, 2007, 2016  (ISBN 978-2-7540-8101-6).
- Francs-maçons : 100 idées reçues, Éditions First/Historia, 2015  (ISBN 275407130X), co-auteur et préfacier.
- L'histoire de l'aviation pour les nuls, Éditions Générales First, 2010, préface de Gérard Feldzer  (ISBN 9782754011464).
- La franc-maçonnerie : rites, codes, signes, images, objets, symboles..., Le Pré aux Clercs, 2007  (ISBN 2842282965).

### Humour
- Cahier de brouillon pour francs-maçons s'ennuyant en Loge avec Clara Pragman (Illustrations), Éditions Numérilivre - Éditions des bords de Seine, décembre 2021  (ISBN 2366321910).
- L'à-peu-près dictionnaire de la franc-maçonnerie avec Jean-Laurent Turbet, Éditions Detrad aVs, novembre 2018  (ISBN 2916094652).
- Les cahiers de vacances du franc-maçon - Programme officiel maître, Éditions Dervy, mai 2017  (ISBN 9791024202075).
- Les cahiers de vacances du franc-maçon - Programme officiel compagnon, Éditions Dervy, mai 2017  (ISBN 9791024202068).
- Les cahiers de vacances du franc-maçon - Programme officiel apprenti, Éditions Dervy, mai 2017  (ISBN 9791024202051).

### Articles
- La franc-maçonnerie, ça vous fait rire ? dans Points de Vue Initiatiques, no 203 : « Initiation et Humour », mars 2022
- Frère Citroën, vous avez la parole... dans Citroën et les arts, Fage Editions, juillet 2013, (ISBN 2849752967)
- Fermez la télé et allumez la lumière !, dans Points de Vue Initiatiques, no 143 : « Le 21e siècle, nouveau siècle des Lumières ? », mars 2007  (ISBN 9782902116478)
- Réconcilier foi et raison - Démarche scientifique et démarche initiatique, dans Points de Vue Initiatiques, no 139 : « Bonheur et progrès de l'humanité - La responsabilité du Franc-maçon et du scientifique », 1er trimestre 2006  (ISBN 2-902116-39-X)

### Collectif
- Le Temple avait trois portes nouvelle publiée dans Des plumes dans l'encrier maçonnique, Éditions Dervy, juin 2013  (ISBN 2844549934)
- La place 13D du vol Paris-Toulouse nouvelle publiée dans D'ailes et de plumes, Nouvelles littéraires aéronautiques de Gimont, Éditions  Edilivre - Aparis, octobre 2012  (ISBN 9782332519924)
- Saintes-nitouches, priez pour nous nouvelle publiée dans L'Encrier Renversé, Revue de la nouvelle no 64 (2010)

## Prix
- Prix Cadet Roussel (2014).
- Mention spéciale du jury au concours de nouvelles des 7e Rencontres aéronautiques de Gimont (octobre 2011)